# Jean-Marie-Vincent Audin
Pour les articles homonymes, voir Audin.
Jean-Marie-Vincent Audin, écrivain et libraire français, né à Lyon le 20 avril 1793 et mort le 21 février 1851 à Orange, de retour d'un voyage en Italie, filleul de l'abbé François Rozier.

## Biographie
Après des études au séminaire, il quitte l'habit ecclésiastique. En 1810, il entre en qualité de clerc chez un avoué de Lyon. Il obtient sa licence en droit à Grenoble et se fait inscrire au barreau. Revenu à Lyon, il écrit divers articles et opuscules politiques, dont un qui lui vaut d'être brièvement emprisonné (1815).
Il arrive ensuite à Paris et, grâce à des fonds apportés par l'abbé Rozier, devient libraire-éditeur (breveté le 4 décembre 1815, son brevet ne sera annulé que le 9 septembre 1860).
Après s'être essayé dans la critique et la politique, il se consacre à l'histoire religieuse à partir de 1841 et écrit du point de vue catholique plusieurs monographies qui lui ont fait un nom : 
- Histoire de la Saint-Barthélemy, 1826 ;
- Histoire de la vie, des écrits et de la doctrine de Luther, 1839 ;
- Histoire de Calvin, 1841 ;
- Histoire de Léon X, 1844 ;
- Histoire de Henri VIII, 1850 (réunies sous le titre d'Études sur la Réforme, 9 volumes in-8).

Polygraphe, il est l'auteur de nombreux ouvrages historiques, romans, vaudevilles et guides de voyages.
C'est à Audin qu'on doit la plupart des guides connus sous le pseudonyme de Richard : collection de « Guides du voyageur » imités du « Guide »  en prenant le nom francisé de Heinrich August Ottokar Reichard. Grâce à la prospérité que lui apporte cette collection, il se retire de la librairie en 1836.

## Distinctions
- Chevalier de la Légion d'honneur

## Source
Cet article comprend des extraits du Dictionnaire Bouillet. Il est possible de supprimer cette indication, si le texte reflète le savoir actuel sur ce thème, si les sources sont citées, s'il satisfait aux exigences linguistiques actuelles et s'il ne contient pas de propos qui vont à l'encontre des règles de neutralité de Wikipédia.